# Bouaké

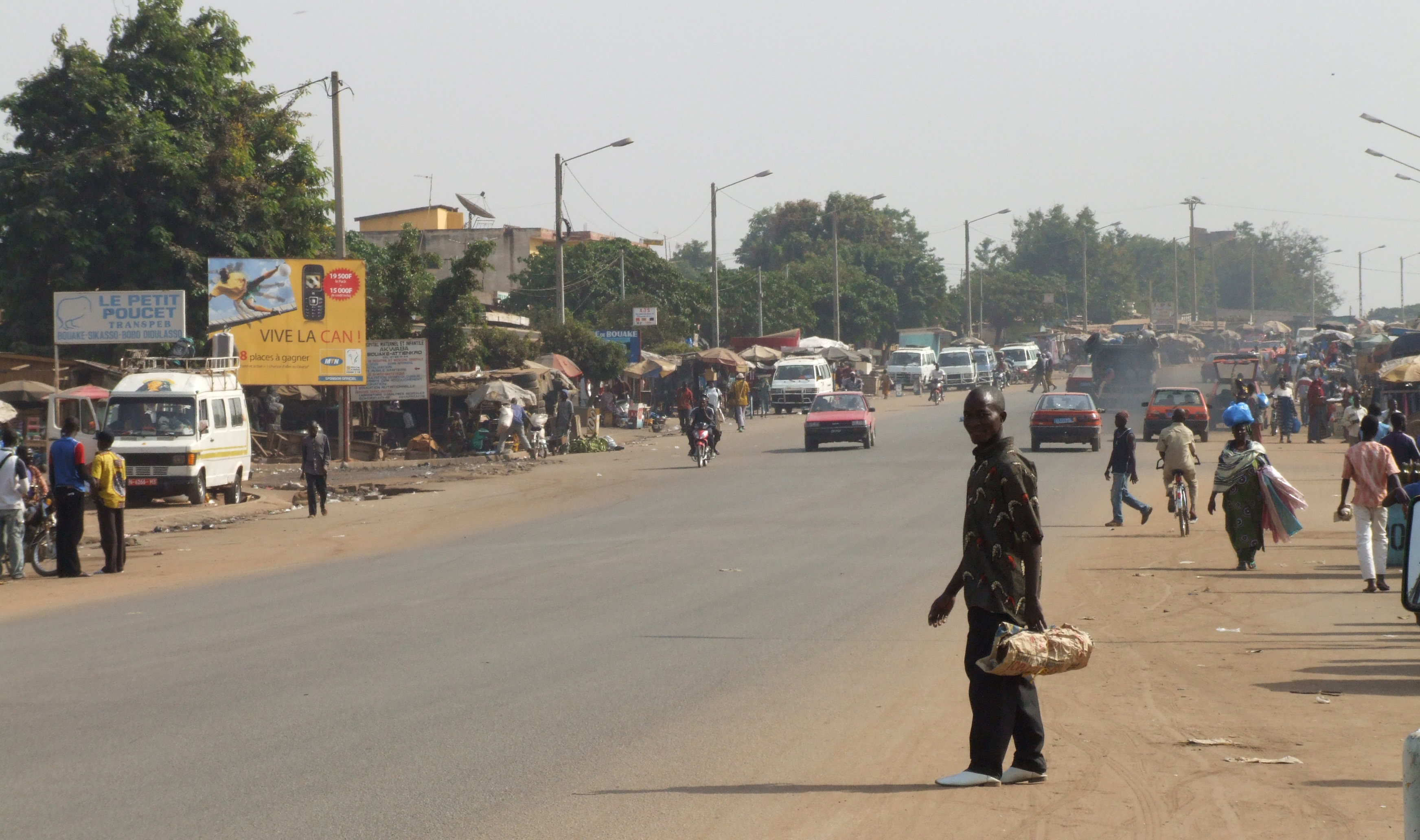
Straatbeeld

Bouaké of Bwake is de op een na grootste stad van Ivoorkust, met een totaal aantal inwoners van ongeveer 659.223 (2010) en ongeveer 1,5 miljoen in de agglomeratie rond de stad. De stad vormt het centrum van een eigen departement binnen de regio Gbêkê.

## Achtergrond
De economie van de stad draait vooral om de katoenindustrie. Bouaké ligt aan de spoorlijn tussen Abidjan en Ouagadougou in Boerkina Faso. De stad is een centrum voor de Baoulé en is vooral sinds de jaren 70 van de 20e eeuw sterk gegroeid nadat door de constructie van de Kossoudam het land ten westen van de stad onder water liep.
Bouaké staat bekend om zijn grote carnaval en markt en om de Cathédrale Sainte-Thérèse de l'Enfant-Jésus. Bouaké is de zetel van een rooms-katholiek aartsbisdom. De stad heeft een grote luchthaven in het noordwesten van de stad.

## Geografie
De stad bevindt zich in het centrale deel van Ivoorkust op ongeveer 50 kilometer ten noordoosten van het Kossoumeer, het grootste meer van Ivoorkust. De stad ligt tevens op 350 kilometer ten noorden van Abidjan en op 100 kilometer noordoosten van de hoofdstad Yamoussoukro. Bouaké is met beide steden verbonden via de autoweg A3.

## Geschiedenis
Bouaké werd gesticht als een Franse militaire basis in 1899 en is een bestuurlijk centrum sinds 1914.
Zowel de Fransen als de Verenigde Naties voeren vredesoperaties uit in de stad als onderdeel van een staakt-het-vuren tussen de overheid en een groep rebellen. Nadat een poging om president Laurent Gbagbo af te zetten faalde, kozen de rebellen onder leiding van Guillaume Soro Bouaké als hun hoofdkwartier.
In 1996 opende de Universiteit van Bouaké, maar sloot in september 2002 na de overname van de stad door de rebellen. In 2005 werd de universiteit weer geopend met financiële steun van Unesco.

## Demografie
| Jaar | Aantal inwoners |
| ---- | --------------- |
| 1921 | 3.600           |
| 1945 | 22.000          |
| 1960 | 60.000          |
| 1970 | 120.000         |
| 1975 | 175.264         |
| 1988 | 332.999         |
| 2010 | 659.223         |

## Economie
Tabaksproducten, katoen, textiel en bouwmaterialen zijn de belangrijkste industrieën van Bouaké. Verder produceert de stad rijst, goud, kwik en mangaan.

## Onderwijs
| Hoger onderwijs Openbaar - Universiteit van Bouaké Basisonderwijs Openbaar - École primaire Publique Zone1 | Middelbaar onderwijs Openbaar - Lycée classique - Lycée technique - lycée Djibo Sounkalo (ex lycée Municipal) - Lycée moderne Belleville Privé - Lycée Saint-Viateur - Lycée René Descartes (école française) Openbare colleges - College de jeunes filles - Collège Moderne TSF - College moderne de Nimbo (ex COB) - College G. Koko (ex CEG KOKO) Privé colleges - Collège Marie Thérèse Yamousso - Collège Martin Luther King - Collège Moderne Saint Jacques - Collège Victor Hugo - Collège Ruth Fidèle - Collège Ouezzin Coulibaly - Collège Renaissance - Collège Moderne N'Takpe - Collège Saint-Viateur - Collège international chrétien - Collège Adventiste |

## Bestuur
| Jaar verkozen | Naam              | Partij   |
| ------------- | ----------------- | -------- |
| 1960          | Djibo Sounkalo    | PDCI-RDA |
| 1980          | Konan Blédou      | PDCI-RDA |
| 1985          | Konan Blédou      | PDCI-RDA |
| 1990          | Konan Antoine     | PDCI-RDA |
| 1995          | Konan Konan Denis | PDCI-RDA |
| 2000          | Fanny Ibrahima    | RDR      |

## Zustersteden
- Duitsland, Reutlingen
- Frankrijk, Villeneuve-sur-Lot

## Geboren
- Kolo Touré (1981), voetballer
- Yaya Touré (1983), voetballer
- Ibrahim Touré (1985), voetballer